# Sídlo městského typu na Ukrajině
Sídlo městského typu, zkráceně SMT (ukrajinsky селище міського типу, selyšče mis'koho typu), je na Ukrajině oficiálním označením určitého typu sídelního útvaru, které v administrativním dělení Ukrajiny představuje mezistupeň mezi vesnicí a městem, přičemž z hlediska počtu obyvatel má blíže k městu. Před vznikem SSSR se tato sídla obvykle nazývala mistečko (ukrajinsky містечко, polsky miasteczko), což je ekvivalent českého označení městys.

## Definice
Původní definice sídla městského typu pochází z Výnosu prezidia Nejvyššího sovětu Ukrajinské SSR z 12. března 1981. Do kategorie sídel městského typu podle něj mohly být zařazeny sídelní útvary umístěné u průmyslových podniků, železničních uzlů, hydrotechnických zařízení, podniků na výrobu a zpracování zemědělské produkce (proto je dodnes častější výskyt sídel městského typu v průmyslových a těžebních oblastech, např. v oblasti Donbasu) a také sídelní útvary, na jejichž území byla umístěna vysokoškolská a středoškolská speciální zařízení, vědeckovýzkumné instituce, sanatoria a jiná stacionární léčebná a zotavovací zařízení, která mají státní bytový fond s počtem více než 2 000 obyvatel, z nichž minimálně dvě třetiny jsou dělníci, zaměstnanci a členové jejich rodin.
V ojedinělých případech mohly být do kategorie sídel městského typu zařazeny sídelní jednotky s počtem obyvatel nižším než 2 000 lidí, avšak ne menším než 500 lidí v případě, že existoval předpoklad nárůstu počtu obyvatel v blízké budoucnosti v důsledku ekonomického a sociálního rozvoje.

## Současnost
Po vyhlášení nezávislosti Ukrajiny 1. ledna 1991 bylo v zemi 921 sídel městského typu, což představovalo 67,96% z celkového počtu městských sídel. V současnosti (leden 2014) má Ukrajina 885 sídel městského typu.
V platné ústavě Ukrajiny z roku 1996 se o administrativním členění hovoří v článku 133. Podle tohoto článku: „Systém administrativně-teritoriálního uspořádání Ukrajiny tvoří: autonomní republika Krym, oblasti, rajóny, města, rajóny ve městech, sídla a vesnice.“ (ukrajinsky Систему адміністративно-територіального устрою України складають: Автономна Республіка Крим, області, райони, міста, райони в містах, селища і села.) Pojem „sídlo městského typu“ tedy jako součást administrativního členění Ukrajiny v ústavě neexistuje. Tento typ sídla ale reálně na Ukrajině existuje, pojem se vyskytuje v množství zákonů nižšího stupně, jakož i v národních statistických ukazatelích.
Orgánem státní výkonné moci v sídle městského typu je sídelní rada lidových poslanců (ukrajinsky селищна рада народних депутатів).
| Přehled vybraných demografických parametrů sídel městského typu na Ukrajině publikovaný v roce 2008 | Přehled vybraných demografických parametrů sídel městského typu na Ukrajině publikovaný v roce 2008 | Přehled vybraných demografických parametrů sídel městského typu na Ukrajině publikovaný v roce 2008 | Přehled vybraných demografických parametrů sídel městského typu na Ukrajině publikovaný v roce 2008 | Přehled vybraných demografických parametrů sídel městského typu na Ukrajině publikovaný v roce 2008 |
| Administrativní jednotka                                                                            | Počet sídel městského typu                                                                          | Hustota sídel městského typu (počet na 1000 km²)                                                    | Průměrná lidnatost sídel městského typu (v tis. osob)                                               | Podíl obyvatelstva sídel městského typu na městském obyvatelstvu (v%)                               |
| --------------------------------------------------------------------------------------------------- | --------------------------------------------------------------------------------------------------- | --------------------------------------------------------------------------------------------------- | --------------------------------------------------------------------------------------------------- | --------------------------------------------------------------------------------------------------- |
| Ukrajina                                                                                            | 885                                                                                                 | 1,47                                                                                                | 5,1                                                                                                 | 13,2                                                                                                |
| Autonomní republika Krym                                                                            | 56                                                                                                  | 2,15                                                                                                | 5,4                                                                                                 | 16,2                                                                                                |
| Čerkaská oblast                                                                                     | 15                                                                                                  | 0,72                                                                                                | 5,2                                                                                                 | 9,3                                                                                                 |
| Černihivská oblast                                                                                  | 30                                                                                                  | 0,94                                                                                                | 4,4                                                                                                 | 17,6                                                                                                |
| Černovická oblast                                                                                   | 8                                                                                                   | 0.99                                                                                                | 6,8                                                                                                 | 15,2                                                                                                |
| Dněpropetrovská oblast                                                                              | 46                                                                                                  | 1,44                                                                                                | 5,2                                                                                                 | 8,6                                                                                                 |
| Doněcká oblast                                                                                      | 131                                                                                                 | 4,94                                                                                                | 3,9                                                                                                 | 10,6                                                                                                |
| Charkovská oblast                                                                                   | 61                                                                                                  | 1,94                                                                                                | 6,7                                                                                                 | 16,3                                                                                                |
| Chersonská oblast                                                                                   | 30                                                                                                  | 1,05                                                                                                | 6,5                                                                                                 | 24,5                                                                                                |
| Chmelnycká oblast                                                                                   | 24                                                                                                  | 1,17                                                                                                | 4,4                                                                                                 | 13,7                                                                                                |
| Ivanofrankivská oblast                                                                              | 24                                                                                                  | 1,73                                                                                                | 5,0                                                                                                 | 19,8                                                                                                |
| Kirovohradská oblast                                                                                | 26                                                                                                  | 1,06                                                                                                | 6.1                                                                                                 | 20,7                                                                                                |
| Kyjevská oblast                                                                                     | 30                                                                                                  | 1,07                                                                                                | 7,8                                                                                                 | 22,3                                                                                                |
| Luhanská oblast                                                                                     | 109                                                                                                 | 4.08                                                                                                | 4,1                                                                                                 | 18,0                                                                                                |
| Lvovská oblast                                                                                      | 34                                                                                                  | 1,56                                                                                                | 3,6                                                                                                 | 7,5                                                                                                 |
| Mykolajivská oblast                                                                                 | 17                                                                                                  | 0,69                                                                                                | 6,2                                                                                                 | 13,9                                                                                                |
| Oděská oblast                                                                                       | 33                                                                                                  | 0,99                                                                                                | 5,9                                                                                                 | 11,2                                                                                                |
| Poltavská oblast                                                                                    | 21                                                                                                  | 0,73                                                                                                | 6,2                                                                                                 | 12,6                                                                                                |
| Rovenská oblast                                                                                     | 16                                                                                                  | 0.80                                                                                                | 6,0                                                                                                 | 18,1                                                                                                |
| Sumská oblast                                                                                       | 20                                                                                                  | 0,84                                                                                                | 4,9                                                                                                 | 10,6                                                                                                |
| Ternopilská oblast                                                                                  | 17                                                                                                  | 1,23                                                                                                | 4,7                                                                                                 | 17,8                                                                                                |
| Vinnycká oblast                                                                                     | 29                                                                                                  | 1,09                                                                                                | 5,7                                                                                                 | 19,1                                                                                                |
| Volyňská oblast                                                                                     | 22                                                                                                  | 1,09                                                                                                | 4,6                                                                                                 | 18,0                                                                                                |
| Zakarpatská oblast                                                                                  | 19                                                                                                  | 1,48                                                                                                | 6,2                                                                                                 | 29,3                                                                                                |
| Záporožská oblast                                                                                   | 23                                                                                                  | 0,85                                                                                                | 5,9                                                                                                 | 8,3                                                                                                 |
| Žytomyrská oblast                                                                                   | 43                                                                                                  | 1,44                                                                                                | 4,3                                                                                                 | 24,0                                                                                                |